# Kappa Phoenicis
Kappa Phoenicis (κ Phoenicis, förkortat Kappa Phe, κ Phe)  som är stjärnans Bayerbeteckning, är en ensam stjärna belägen i den norra delen av stjärnbilden Fenix. Den har en skenbar magnitud på 3,94 och är synlig för blotta ögat där ljusföroreningar ej förekommer. Baserat på parallaxmätning inom Hipparcosuppdraget på ca 42,0 mas, beräknas den befinna sig på ett avstånd på ca 78 ljusår (ca 24 parsek) från solen. 

## Egenskaper
Kappa Phoenicis är en blå till vit underjättestjärna av spektralklass A5 IVn. Den har en massa som är ca 75 procent större än solens massa, en radie som är ca 1,7 gånger större än solens och utsänder från dess fotosfär ca 12,7 gånger mera energi än solen vid en effektiv temperatur på ca 8 230 K.